# Represa de Ibitinga
La Represa de Ibitinga está localizada en el estado de São Paulo, Brasil, entre los municipios de Borborema e Iacanga, embalsando las aguas del río Tieté.
Entró en operaciones en 1969, con potencia total instalada de 131 MW, distribuida entre 3 turbinas tipo Kaplan de 43 MW cada una. El embalse formado por la presa posee una superficie de 114 km².
Cuenta una esclusa que permite la navegación a lo largo de la Hidrovía Paraná-Tieté.